# ضابط تابع
الضابط التابع يقصد في المجالات العسكرية وخاصة البحرية منها الضابط الذي لم ينه تدريبه الأولي بعد، ولا يعتبر الواحد منهم مؤهلا بعد للعمل العسكري لكن يتم اعتباره تجاوزا ضابط مكلف. ويوجد مثال مقرب لهذه الحالة في نظام الرتب العسكرية العراقية ( قبل عام 2003)، حيث كان يتم تدريب خريجين للدراسة الاعدادية (الثانوية العامة في مصر ) في دورة تاهيليه سريعه ( 6 إلى 9 أشهر ) ليتخرج بعدها برتبة نائب ضابط تلميذ حربي أو خريج معهد فني ( دبلوم ) ويدخل بعدها دورة تدريبة سريعه ليتخرج برتبة نائب ضابط تلميذ فني، وبعد مدة لا تزيد عن سنة يصل المرسوم الجمهوري الخاص بهم ليصبحوا ضباطا دائميين برتبة ملازم .